# François van Hoobrouck d'Aspre
François Théodore Marie Ghislain (sinds 1963: baron) van Hoobrouck d'Aspre (Brussel, 21 januari 1934 – Terhulpen, 19 augustus 2020) was een Belgische liberaal politicus. Hij was van 1995 tot en met 2006 burgemeester van de faciliteitengemeente Wezembeek-Oppem in Vlaams-Brabant. Nadien was hij waarnemend burgemeester tot in 2013.

## Levensloop
Baron François van Hoobrouck d'Aspre was gehuwd met jonkvrouw Antoinette de Wasseige en had 3 kinderen, Caroline, Sophie (oud-gemeenteraadslid van Overijse) en Hubert. Zijn vader was burgemeester van Oostkerk (Waals-Brabant); na het overlijden van zijn vader verkreeg hij de adellijke eerstgeboortetitel van baron. Hij was doctor in de rechten en licentiaat economische wetenschappen.
Hij dreef vier jaar handel in bakmeel in Colombia, heeft tien jaar gewerkt voor een bedrijf dat diepvrieswaren verkoopt en werkte daarna in de meubelsector.
Zijn politieke loopbaan zag er als volgt uit:
- schepen in Wezembeek-Oppem van 1983 tot 1994 en van 2013 tot 2014;
- burgemeester in Wezembeek-Oppem van 1995 tot 2006;
- waarnemend burgemeester in Wezembeek-Oppem van 2007 tot 2013;
- provincieraadslid Vlaams-Brabant van 1987 tot 2017

Tijdens deze politieke mandaten was hij lid van de MR en diens voorgangers tot in 2014, waarna hij de partij verliet.
Hij vervulde de volgende mandaten:
- vertegenwoordiger bij de Brusselse Intercommunale Watermaatschappij;
- lid van de Vlaamse Huisvestingsmaatschappij;
- vicevoorzitter van de raad van bestuur van de Intercommunale Maatschappij van de sanering van de Inrichting van de Vallei van Woluwe.

Net zoals Linkebeek, Kraainem en Sint-Genesius-Rode raakte de gemeente Wezembeek-Oppem in het nieuws doordat er bij de gemeenteraadsverkiezingen van 2006 in strijd met omzendbrief Peeters, Franstalige oproepingsbrieven werden verstuurd, en niet zoals vereist in het Nederlands. Als gevolg daarvan werd de burgemeester niet benoemd. Minister van binnenlandse aangelegenheden Marino Keulen verklaart dienaangaande dat het verslag van de gemeente over deze zaak op zich laat wachten omdat de waarnemende burgemeester François van Hoobrouck d'Aspre zich niet constructief opstelt. Op 14 november 2007 raakte bekend dat de waarnemend burgemeester François van Hoobrouck d'Aspre niet zal benoemd worden, aldus een mededeling van de Vlaamse minister voor Binnenlands Bestuur Marino Keulen.
Op 13 mei 2008 startte in de Vlaamse faciliteitengemeenten een onderzoekscommissie van de Raad van Europa haar werkzaamheden in verband met de niet-benoeming van de Franstalige burgemeesters van de faciliteitengemeenten Linkebeek, Wezembeek-Oppem en Kraainem. Volgens minister Keulen trachtten de Franstaligen van Hoobrouck krampachtig uit beeld te houden.
Eind 2013 werd hij als waarnemend burgemeester opgevolgd door MR-lid Frédéric Petit, die wel effectief benoemd werd als burgemeester.
Begin 2014 verliet hij de MR en besloot om als onafhankelijke op te komen op de FDF-lijst voor de Kamerverkiezingen van 25 mei, waar hij de derde plaats kreeg. Hij verliet de MR, omdat die volgens hem te veel toenadering zoekt met de N-VA.
Op 20 augustus 2020 maakte zijn familie zijn overlijden bekend. François van Hoobrouck d'Aspre werd 86 jaar.

## Uitspraken
Na de stemming rond de splitsing van het kiesarrondissement Brussel-Halle-Vilvoorde op 7 november 2007 kwam de waarnemend burgemeester in het nieuws met de volgende uitspraak:
"We zijn in een oorlog[s]toestand. Ik ben voorstander van het principe "Œil pour œil, dent pour dent" [oog om oog, tand om tand], en ik zal in principe en in de realiteit al de maatregelen nemen en voorbereiden om dus ons [te] verdedigen met alle maatregelen die noodzakelijk zijn. Ik zie niet voor welke reden in dit geval moet ik ook respecteren de Vlaamse wetgeving op zichzelf."